# Winter-Asienspiele 2025/Ski Alpin
Bei den IX. Winter-Asienspielen wurden am 8. und 9. Februar 2025 in Yabuli zwei Wettbewerbe im Ski Alpin ausgetragen. Im Gegensatz zu den vorangegangenen Asienspielen fanden lediglich Entscheidungen im Slalom statt.

## Zeitplan
| Zeitplan Ski Alpin | Zeitplan Ski Alpin | Zeitplan Ski Alpin |
| Wettbewerbe        | Februar            | Februar            |
| Wettbewerbe        | 8.                 | 9.                 |
| ------------------ | ------------------ | ------------------ |
| Männer             |                    |                    |
| Slalom             |                    |                    |
| Frauen             |                    |                    |
| Slalom             |                    |                    |

|  | Medaillenentscheidung |

## Bilanz

### Medaillenspiegel
| Platz  | Land     | Gold | Silber | Bronze | Gesamt |
| ------ | -------- | ---- | ------ | ------ | ------ |
| 1      | Japan    | 2    | –      | 2      | 4      |
| 2      | Südkorea | –    | 2      | –      | 2      |
| Gesamt | Gesamt   | 2    | 2      | 2      | 6      |

### Medaillengewinner
| Disziplin | Gold            | Silber         | Bronze        |
| --------- | --------------- | -------------- | ------------- |
| Männer    |                 |                |               |
| Slalom    | Takayuki Koyama | Jung Dong-hyun | Neo Kamada    |
| Frauen    |                 |                |               |
| Slalom    | Chisaki Maeda   | Gim So-hui     | Eren Watanabe |